# Гранд-Капуцин
Гранд Капуцин — вершина в  Грайських Альпах. Лежить у Франції в регіоні Рона-Альпи. Найбільш відома східна стіна Гранд Капуцину, підкорена в 1951 p.  Вальтером Бонатті i Люсьєном Гігго (Luciena Ghiggo).
Перше сходження здійснили Енріко Аугусто (Enrico Augusto), Адольф і Генрі Реї (Adolph i Henry Rey) i Луїс Ланьєр (Louis Lanier) 24 липня 1924 р.